# レックス・ツォ
レックス・ツォ（Rex Tso）こと曹 星如（ラテン表記: Tso Sing-yu、1987年7月15日 - は、香港のアマチュアボクシング選手、元プロボクサー。

## 経歴
2011年11月12日プロデビュー。
2012年12月11日、WBCアジアコンチネンタルスーパーフライ級王座を懸けてキルギスのTimur Shailezovと対戦し、10回負傷判定勝ちで初タイトル獲得。
2014年2月22日、松山真を8回TKOで降し、2冠目となるWBOアジア太平洋スーパーフライ級王座奪取。
2015年3月7日、Michael Enriquezを判定で降し、WBAインターナショナルスーパーフライ級王座奪取。
2015年8月29日、ブラッドレイ・ホアを7回TKOで降し、WBCアジアスーパーフライ級王座奪取。
2016年10月8日、前川龍斗を判定で降し、WBOインターナショナルスーパーフライ級王座奪取。
2017年3月11日、WBOインターナショナル・WBCアジア王座の防衛とWBOアジア太平洋王座奪取を懸けて向井寛史と対戦。8回に2度のダウンを奪いKO勝利し3冠を統一。
2017年10月7日、元WBA世界王者の河野公平と対戦。ツォは河野が世界王者だった時代に対戦を要求していたものの実現はならなかった。6回終了後、ツォの目の腫れが悪化。これに伴い負傷判定で勝利。
2018年11月30日、2020年の東京オリンピックを目指すため、アマチュア転向を表明。
2020年3月、東京五輪アジア・オセアニア予選フェザー級（57Kg）の2回戦でウズベキスタンの選手に敗れると、敗者復活戦のボックスオフでもイランの選手に敗れて、五輪出場枠を獲得できなかった。
その後もアマチュア活動を継続し、2023年にはアジア大会にも出場したが、初戦で敗退。

## 戦績
- プロ：22戦 22勝 13KO